# Lista över offentlig konst i Håbo kommun
Lista över offentlig konst i Håbo kommun är en ofullständig förteckning över konst i offentliga rum, främst  utomhusplacerade skulpturer, i Håbo kommun. 
| Titel                        | Konstnär(er)   | Årtal | Beskrivning | Typ - material            | Stadsdel/ort | Plats Koordinater                                         | Bild                                                             |
| ---------------------------- | -------------- | ----- | ----------- | ------------------------- | ------------ | --------------------------------------------------------- | ---------------------------------------------------------------- |
| Förr och nu                  | Pye Engström   | 1991  |             | Skulptur - granit         |              | utanför Kommunhuset på gården 59.56823, 17.52959          | Förr och nu                                                      |
| Brinnande Väktare            | Timo Solin     | 1993  |             | Skulptur - stålplåt       | Bålsta       | gården utanför Räddningsstationen 59.58093, 17.49143      | Brinnande Väktare                                                |
| Mycket stor och mycket liten | Björn Selder   | 1993  |             | Skulptur - Brons          |              | Servicehuset Pomonas gård 59.56877, 17.52779              | Mycket stor och mycket liten                                     |
| Vilande hästar               | Hans Lustig    | 1997  |             | Skulptur - Trä            |              | Kommunhuses entré (inomhus) koordinater saknas            | Det är troligen inte ok att ladda upp en bild av detta konstverk |
| Wasa II                      | Neal Barab     | 1912  |             | Skulptur - älvdalskvarsit |              | vid Aronsborgsviken 59.55156, 17.5343                     | Wasa II                                                          |
| Ars Longa                    | Rolf Sinnemark |       |             | Blästrat glas             |              | Bibliotekets entré (inomhus) koordinater saknas           | Det är troligen inte ok att ladda upp en bild av detta konstverk |
| Jan Fridegård                | Rune Rydelius  |       |             | Skulptur - Brons          |              | entrén till Bildningscentrum (inomhus) koordinater saknas | Det är troligen inte ok att ladda upp en bild av detta konstverk |

## Fotnoter
1. ↑  I samband med en inventering så upptäcktes att två av figurerna på stenen var bortplockade. Den ena figuren föreställde en uggla och den andra solen.
2. ↑  1997-2011 annan placering inuti kommunhuset
3. ↑  Skulpturen är en förlaga till den staty i fullformat som står i Enköping